# Margareth Adama

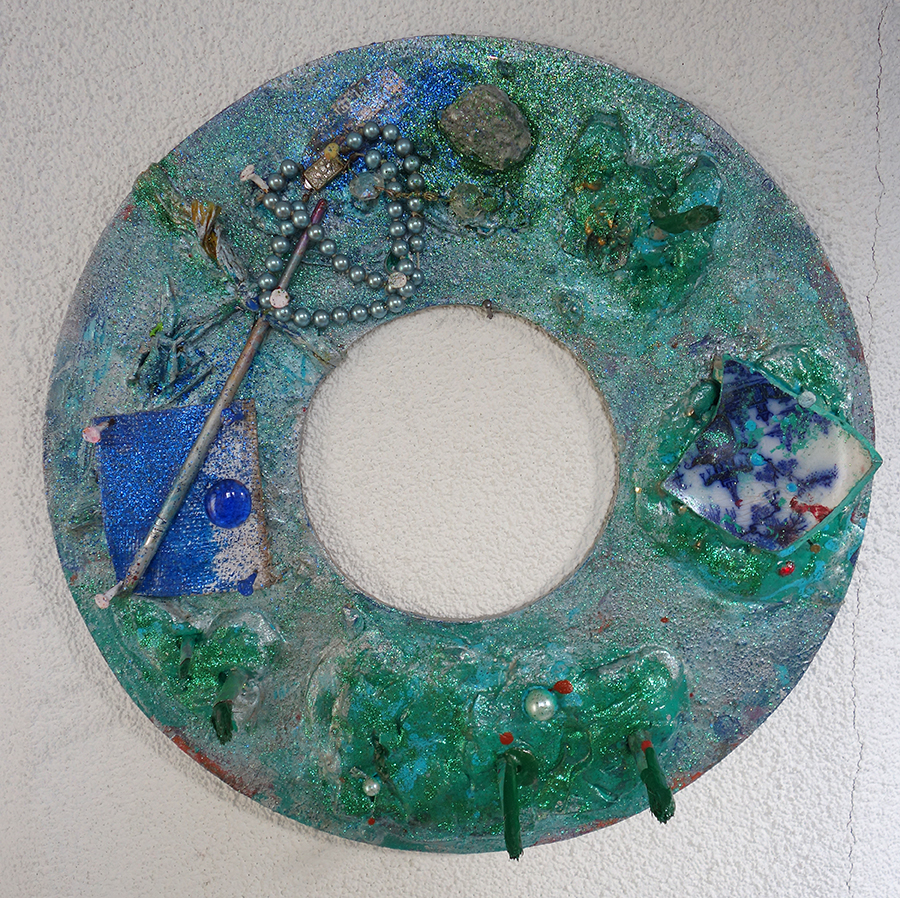
Tableau Vivant, krachtcirkel tweezijdig beschilderde houten cirkel.

Margareth Adama (Jakarta, 12 april 1950), ook wel bekend als Madama en Marga Adama, is een Nederlandse multidisciplinaire kunstenares.
Ze is tevens een zelfverklaard medium, healer en sjamaan. Ze is actief als spiritueel coach, met de kunsten als gereedschap.

## Loopbaan

### Jeugdjaren
Margareth Adama werd in 1950 in Jakarta geboren. Ze heeft een Javaanse moeder, van wie ze haar Aziatisch voorkomen heeft, en een Duitse vader.
Naar aanleiding van de onafhankelijkheidsverklaring van Indonesië kozen haar ouders ervoor met Margareth - een zuigeling van nog geen acht maanden - naar Nederland te verhuizen. Ze zouden er nooit meer terugkeren. Haar Indische identiteit is desalniettemin haar leven lang een rol blijven spelen.
Haar ouders scheidden toen ze zes was. Het verlaten gevoel dat Margareth er bij tijde en wijlen van kreeg, zou naar haar eigen zeggen een startpunt in haar zoektocht zijn. Margareth zag dat haar moeder leed onder het geen grond hebben en ze zou daarom weten dat zij zelf daarvoor moest gaan zorgen.
Op twaalfjarige leeftijd was Margareth betrokken bij een ernstig auto-ongeluk, dat haar een bijna-doodervaring en "sjamanistische klap" gegeven zou hebben. Na het ongeluk is ze als een vorm van therapie gaan tekenen en vanaf haar veertiende wist ze dat ze kunstenaar wilde worden: "Kunst ... was een zoektocht naar het wezenlijke, naar energie en essentie".

### Opleiding
Adama deed in de periode van 1968 tot 1971 een basisstudie aan de Rietveldacademie in Amsterdam. Deze sloot ze af met het onderwerp "Ik ben Transparant", waarmee ze haar zoektocht naar de zin van de materiële wereld onder woorden bracht.
Ze zocht naar antwoorden door aansluitende op haar Rietveldopleiding tot 1973 colleges filosofie en antropologie te volgen, maar ze gaven haar niet het inzicht dat ze zocht. In de filosofie verdiepte ze zich vooral in de ontologie, maar ze bleef steken in taalstructuren en denksystemen zonder die te overstijgen. In de antropologie heeft ze dezelfde beperktheid ervaren. Ze bleef steken in het onderzoek van volkeren als objecten, maar vond er geen antwoord op haar vraag naar de zingeving. Ze concludeerde uiteindelijk dat ze haar eigen weg moest volgen.

### Carrière
In 1977 was ze reeds bezig met totaalkunst, de combinatie van diverse kunsten, toen ze Fridi Martina in Amsterdam leerde kennen. Deze van Curaçaose afkomst zijnde Nederlandse artieste zou in veel kunstzinnige projecten Adama's partner zijn. Het was in deze periode dat het idee van een multiculturele kunstsalon in de hoofden van de twee dames begon te rijpen.
In 1980 stelde Adama haar op Curaçao geïnspireerde kunst tentoon in het Curaçaose museum te Willemstad. Ze beschreef haar werk toen als "Mijn kunst is het realiseren van mijn zelf, in voortdurende herschepping van de totale mens". De tentoonstelling werd opgedragen aan Fridi Martina. Datzelfde jaar richtten zij in Amsterdam Adamaria, een Amsterdamse stichting voor theaterkunst, op.
Onder auspiciën van het toenmalige Ministerie van Nederlandse Antillen, werd in het najaar van 1982 in het Amsterdamse Polanentheater en Haagse Diligentia de theatervoorstelling "De zwarte zon baart de witte bloem" gegeven, een productie van Adamaria. Volgens het Sticusa-journaal was dit "ritueel theater" gebaseerd op een mythe uit Bonaire, en ging het over de waanzin van het rassenonderscheid. Het stuk werd kritisch ontvangen. In De waarheid werd Adama als actrice - ze speelde een sjamaan - te dweperig bevonden. Wel werd erkend dat de kleurrijke schilderijen van Adama in de voorstelling een functionele begeleidende rol hadden. Die waren ook te bezichtigen in de Adama Art Studio, een galerij die Adama toen net begonnen was.
De officiële opening van Adama Art Studio was pas een klein jaar later: Op initiatief van Adama samen met Martina werd in 1983 de vrouwengalerie Adama Arts Studio, een tentoonstellingsruimte "voor niet-westerse en westerse kunstenaars die in de moderne beeldende kunst het accent leggen op de intuïtieve, vrouwelijke en spirituele processen in het denken van de mens" geopend. Deze opening ging gepaard met een verkoopexpositie van Adama zelf, met als thema "Het landschap van de vrouw (van verborgen kracht tot stralend bewust-zijn)", geïnspireerd op de Nederlandse Antillen en het Caribisch gebied. Aandacht werd getrokken naar "de tropische energie, bijzondere kleuren en krachtige vormen."
Datzelfde jaar vonden Adama en Martina een oud pakhuis op de Prins Hendrikkade dat na een opknapbeurt het multiculturele kunstsalon van hun dromen kon worden.
In de herfst van 1986 hadden Adama en Martina na jaren strijd eindelijk hun gedroomde kunstsalon: de oprichting van Villa Baranka in het voormalige pakhuis aan de Prins Hendrikkade was een feit. Het werd geopend met onder andere een overzichts- en verkoopexpositie van "transfiguratieve" schilderijen en gouaches van Marga Adama. Deze expositie bleef tot het eind van dat jaar hangen.
De spanningen die het reilen en zeilen van de Villa Baranka met zich meebrachten werden Adama te veel en zij stapte voortijds uit het project. Haar partner ging nog even door, maar door de aanhoudende financiële problemen - waaronder de huur die sinds Adama's vertrek niet meer betaald kon worden van Adama's BKR-uitkering - sloot het kunstsalon in 1989 de deuren.
In 1996 richtte Adama Capella Almadama op in Amersfoort, een kunst en opleidingscentrum, dat tot 2002 bestaan heeft. Hier werden elke zes weken nieuwe exposities ingericht van haar werk met gedichten een concert waarin het publiek de te spelen schilderijen bepaalde.
In deze periode ging Adama ook workshops geven, onder meer voor Business Universiteit Nyenrode ontwikkelde zij onder andere een workshop over dynamisch leiderschap waarbij deelnemers ook schilderden en de duiding van de schilderijen iets zei over hun leiderschapsstijl. Deze 'Artventures' (een samenvoeging van Art en adventure) waren afgestemd op doel, doelgroep en het te behalen resultaat.
In 2002 verhuisde Adama naar Maria Hoop. Daar vestigde ze zich in een pand dat ze de naam Paradama da Esperanza gaf. Het is sindsdien haar woning, atelier, galerie ("Madama Art Salon") en coachingspraktijk. Hier is ook de Sophia Amor Academy gevestigd.
In 2009 werd in Maria Hoop een Indië-monument ter nagedachtenis aan de slachtoffers van de politionele acties in Indonesië onthuld. Adama schreef voor de gelegen het gedicht ‘Verzoening’ dat ze toen voorgedragen heeft.

## Oeuvre

### Schilderkunst

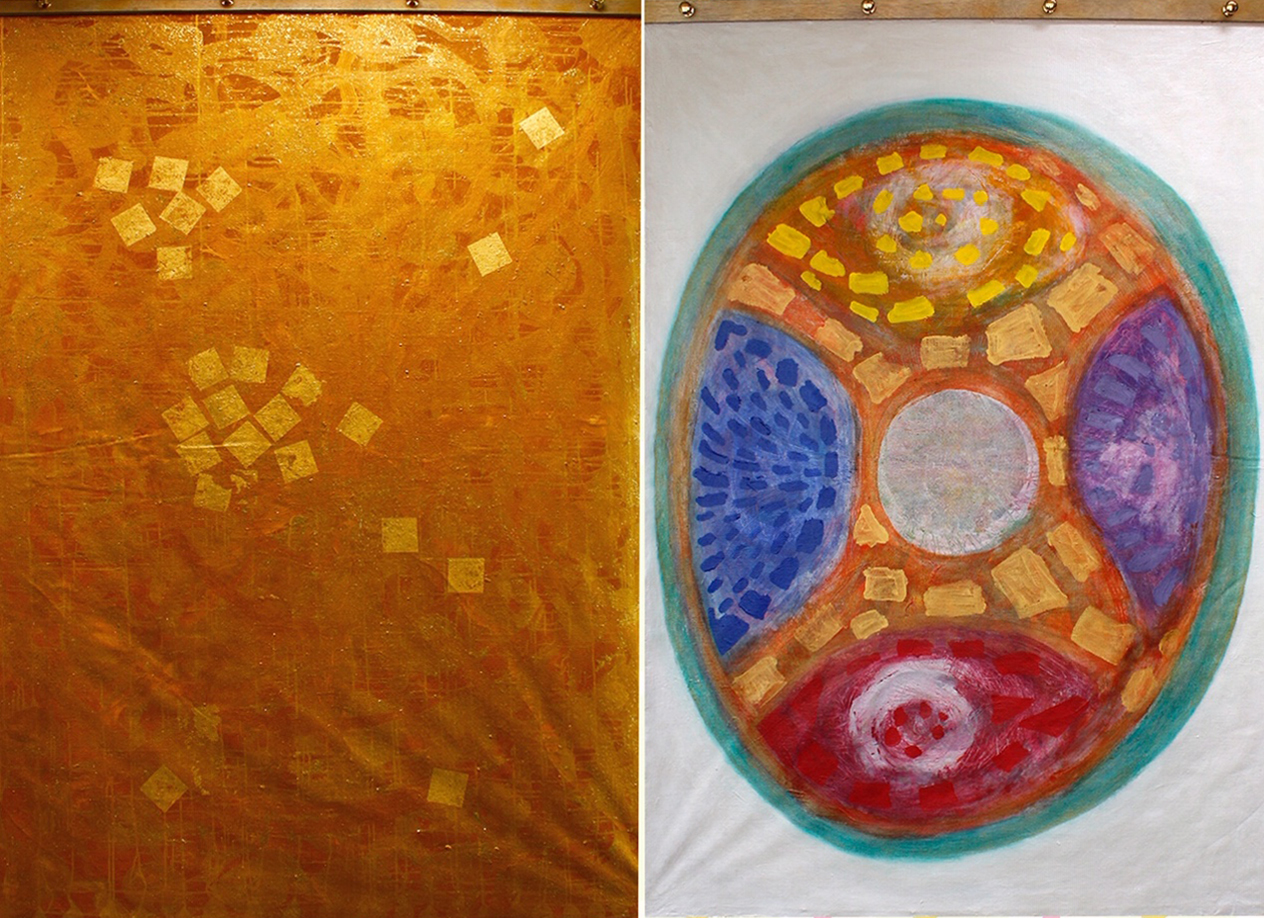
Oro de Lux/Eternal Creation, tweezijdig beschilderd ongespannen doek.

- Oro de Lux/Eternal Creation, tweezijdig beschilderd ongespannen doek.Kleurentempel: Madama heeft in de periode 2017-2019 een werkwijze ontwikkeld waarbij zij ongespannen doeken ("scrolls") vaak van monumentaal formaat aan twee kanten schildert. Deze doeken kunnen vrij in de ruimte hangen, zodat het schilderij als sculptuur functioneert. Een voorbeeld hiervan is de Kleurentempel, bestaande uit 12 doeken van 220 x 150 cm, met aan een zijde een monochroom met vaak een structuur bijvoorbeeld leem; en aan de andere zijde een 'embleem' op een wit fond.[25]

### Publicaties
- Ida Guinée (red.) en Madama (2005), Hemelpoorten, Hilversum: Koppenhol.[26] Met gedichten en afbeeldingen die ook als kaarten gedrukt zijn. Dit is een zogenaamd orakelboek, dat anno 2006 als Adama's levenswerk wordt beschouwd.[27][28] Soort van hedendaags tarot.[29]
- Madama, Guinée (red.) (2010), Ik Ben Maria Hoop, Leeuwarden: Elikser.[26] Een boek met vragen aan Maria. De antwoorden zijn voorzien van een toelichting en toepassing.
- Madama (2013), De Nieuwe Stroming, Kunst als Medicijn van Zijn. Uitgeverij Madama Art.[30] Met afbeeldingen van schilderijen die elk vergezeld zijn met een gedicht. Bij elke afbeelding/gedicht hoort een 'Ik ben'- Code dat in een sleutelwoord dat item samenvat.[31]
- Madama (2016), De Tao van het ik ben, Splendor Solis, De Kracht van de Zon in jezelf; Artistieke metaphysica, een modern getijdenboek, Amsterdam: Cichorei. Met afbeeldingen en mystieke teksten. Voorwoord van H. Witteveen.[32][5]

### Exposities/Performances

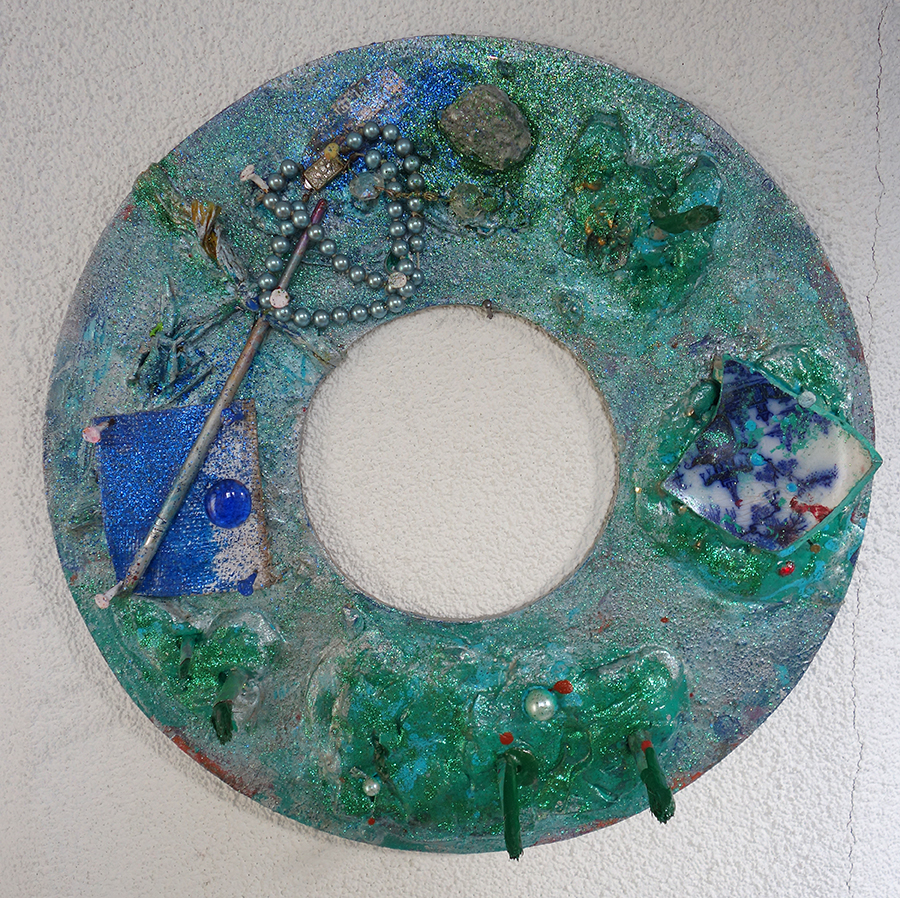
Tableau Vivant, krachtcirkel tweezijdig beschilderde houten cirkel.

- Tableau Vivant, krachtcirkel tweezijdig beschilderde houten cirkel.1980: Tentoonstelling in Curaçaose museum te Willemstad.[33]
- 1981: 'Een plus twee in 3D', een voorstelling van het kunstenaarscollectief Javaphile, waar Adama deel van uitmaakte.[34]
- 1982: Theatervoorstelling "De zwarte zon baart de witte bloem" gegeven, een productie van Adamaria.[35][36][37]
- 1984: Expositie/performance van Adamaria in Willemstad.[38]
- 1990: Totaalkunst gedurende tweede manifestatie van Indische kunstenaars in Den Haag.[39]
- 2016: Madama Modern Sacred Art from the Heart, overzichtstentoonstelling in de ECI Cultuurfabriek Roermond. Kunst als overdracht van Levenskracht, een Installatie van Inspiratie’[40]
- 2021: Expositie in Museum van de Vrouw, Echt. Met werk van Adama van 1984 tot 2021.[41][42][25]